# Filizten Hanim
Filizten Hanım (turco ottomano: فيليزتن خانم, lett. "occhi grandi"; 1862 – Istanbul, 1945) è stata la nona e ultima consorte del sultano ottomano Murad V.

## Biografia
Filizten Hanım nacque intorno al 1862. Le sue origini sono sconosciute, il che fa pensare che fosse di origini umili o addirittura schiave. Arrivò a Istanbul prima del 1876, anno in cui Murad V fu deposto a favore del suo fratellastro Abdülhamid II, e rinchiuso nel Palazzo di Çırağan con la sua famiglia.
Era descritta come statura medio-bassa, formosa, bionda e incredibilmente bella.
Filizten venne addestrata come Kalfa (serva) fino al 1876, quando terminò la sua istruzione e, dopo qualche anno di lavoro a Palazzo Dolmabahçe sotto Abdülhamid II, venne scelta per servire presso il Palazzo di Çırağan, dove infine Murad la scelse come consorte. Fu la sua ultima consorte e, dal momento che le condizioni fisiche e mentali di Murad erano in declino, l'unione non fu mai consumata secondo la stessa Filizten.
Nel 1904 Murad V morì e la sua famiglia fu liberata. Malgrado il rapporto medico dichiarasse che Murad era morto a causa delle malattie cronache, fra cui diabete, di cui soffriva da anni, secondo Filizten era invece morto di dolore e vergogna a causa dello scandalo causato dalla sua figlia prediletta, Hatice Sultan. Questa aveva una relazione con il marito di sua cugina Naime Sultan ed era accusata di aver voluto avvelenare sia lei che il suo stesso marito per poter sposare l'amante. Secondo Filizten, quando la notizia raggiunse il Palazzo di Çırağan, Murad smise a poco a poco di mangiare e morì dopo 38 giorni di agonia.
Dopo la sua morte Filizten fu inizialmente inviata a Bursa con le consorti Gevherriz Hanım, Nevdürr Hanım e Remzşinas Hanım, ma alla fine, dopo il 1914, poté rientrare a Istanbul, dove morì nel 1945.

## Memorie
Intorno al 1930 Filizten redisse le sue memorie, che affidò al giornalista e storico Ziya Șakir, col titolo Çırağan Sarayında 28 sene beşinci Murad'ın hayatı ("Ventotto anni nel palazzo di Çırağan: la vita di Murad V"). Sebbene esistessero dubbi sulla credibilità di Șakir e la stessa Filizten ammise di essersi affidata solamente alla sua memoria, per quanto giudicata lucidissima, per ricostruire eventi avvenuti molti decenni prima, la veridicità delle sue memorie, tradotte in inglese da Douglas Scott Brooks col titolo The Concubine, the Princess, and the Teacher: Voices from the Ottoman Harem, non è mai stata messa in dubbio.
Ancora oggi costituiscono la fonte principale riguardo la vita di Murad V e la sua famiglia e una testimonianza di primaria importanza sulla storia del tardo impero ottomano e sulla struttura, organizzazione e vita dell'harem nel periodo corrispondente.

## Cultura popolare
- Nel film del 2012 The Sultan's Women Filizten è interpretata dall'attrice turca Deniz Aylan[5].
- Filizten è un personaggio del romanzo storico di Ayşe Osmanoğlu The Gilded Cage on the Bosphorus (2020)[6].